# Georgette Agutte
Georgette Agutte (n. 17 mai 1867, Paris, Île-de-France, Franța – d. 6 septembrie 1922, Chamonix-Mont-Blanc, Haute-Savoie, Franța) a fost o pictoriță franceză.

## Biografie
S-a născut la Calais. Tatăl ei a fost Jean Georges Agutte. În 1893, s-a alăturat cursurilor lui Gustave Moreau ca elevă liberă și a păstrat învățăturile acestuia despre libertatea spiritului și independență.I-a cunoscut, printre alții, pe Matisse și Georges Rouault⁠(d).

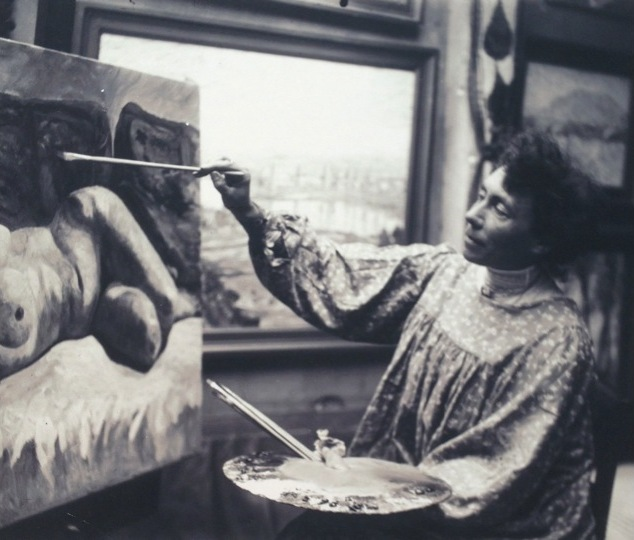
Georgette Agutte în studioul ei

Agutte a fost o nonconformistă și singura femeie care a urmat École nationale supérieure des Beaux-Arts. A fost membră a mișcării fauviste și sculptoriță. Atelierul ei se afla în Bonnières-sur-Seine. În 1888, s-a căsătorit cu criticul Paul Flat. După ce a divorțat în 1894, s-a căsătorit în 1897 cu politicianul socialist și colecționarul de artă Marcel Sembat⁠(d). Din 1904, a expus la Salon des Indépendants⁠(d) și a participat la Salon d'Automne⁠(d).
După moartea soțului ei din cauza unei hemoragii cerebrale, Agutte a scris pe un bilet: "Voilà douze heures qu'il est parti. Je suis en retard " (Au trecut 12 ore de când a plecat, am întârziat) și s-a sinucis cu o sticlă de vin spartă, murind la Chamonix pe 5 septembrie 1922. Cunoscând importanța colecției lor de artă, curatorul Muzeului din Grenoble, Andry-Farcy, a făcut toate eforturile pentru a o achiziționa. Muzeul deține majoritatea lucrărilor sale și a prezentat o retrospectivă la sfârșitul lunii decembrie 2003.

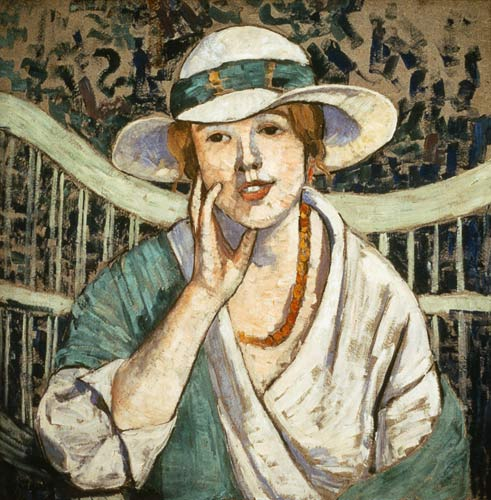
Georgette Agutte, Pălăria albă și verde (1914), Muzeul din Grenoble

O stradă îi poartă numele în arondismentul 18 din Paris, iar un bulevard, dedicat atât ei, cât și lui Sembat, se află în Grenoble.

## Tapiserie
A furnizat mai multe modele pentru Școala Națională de Artă Decorativă Aubusson. Un peisaj montan țesut de ea a fost expus la Salon des Artistes Décorateurs⁠(d) în 1922. La Expoziția Internațională de Arte Decorative organizată la Paris în 1925, Școala Națională de Artă Decorativă din Aubusson a prezentat un paravan de șemineu al lui Georgette cu un buchet de gălbenele și o tapiserie Aubusson țesută în 1924, montată pe lemn și expusă la Grand Palais.

## Sculptură
Georgette Agutte a sculptat Monumentul lui Jules Guesde⁠(d), inaugurat în 1925 la Roubaix.

## Galerie

Lucrări de Georgette Agutte
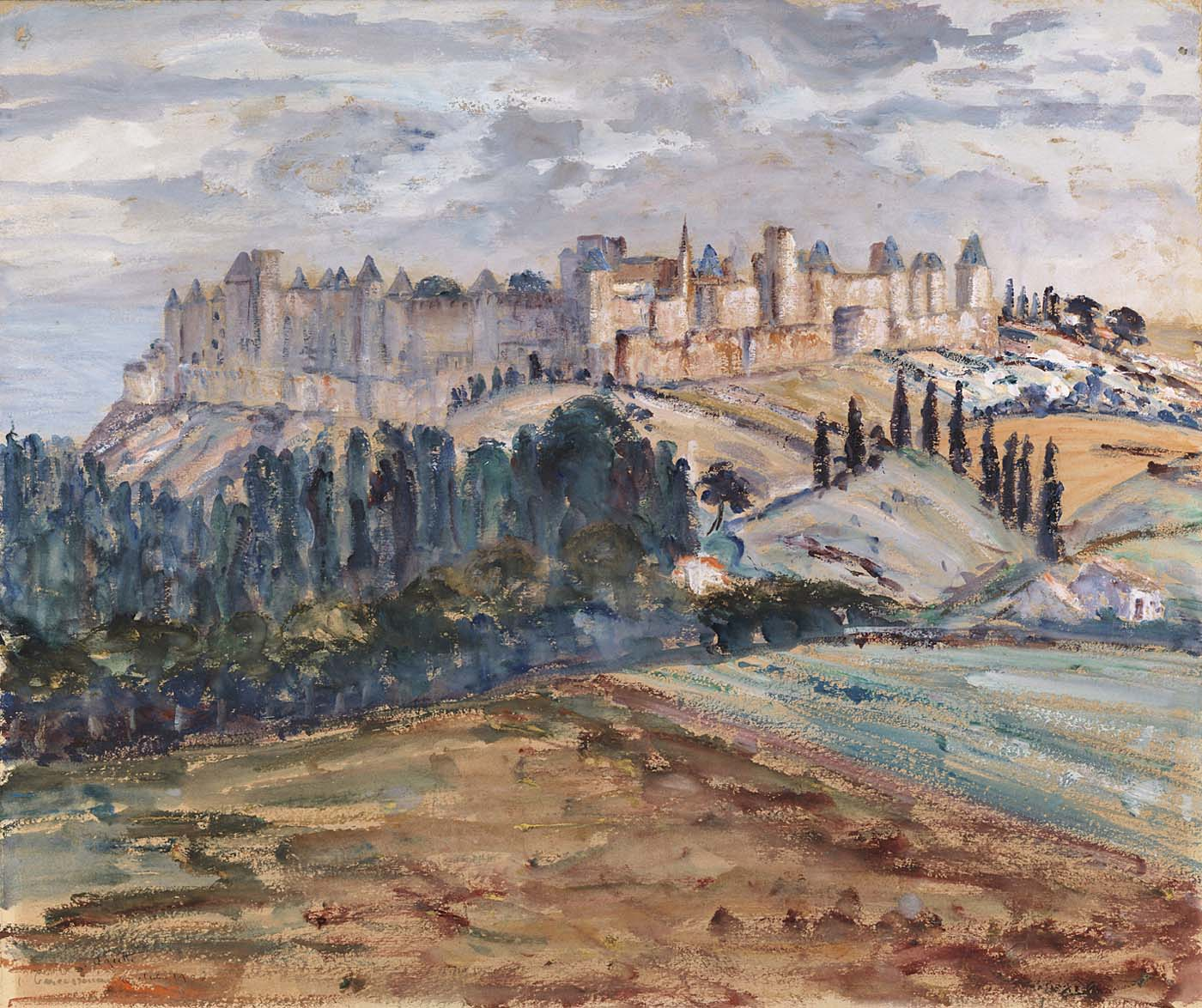
Château fort (1903), Washington, Muzeul American de Artă Smithsonian
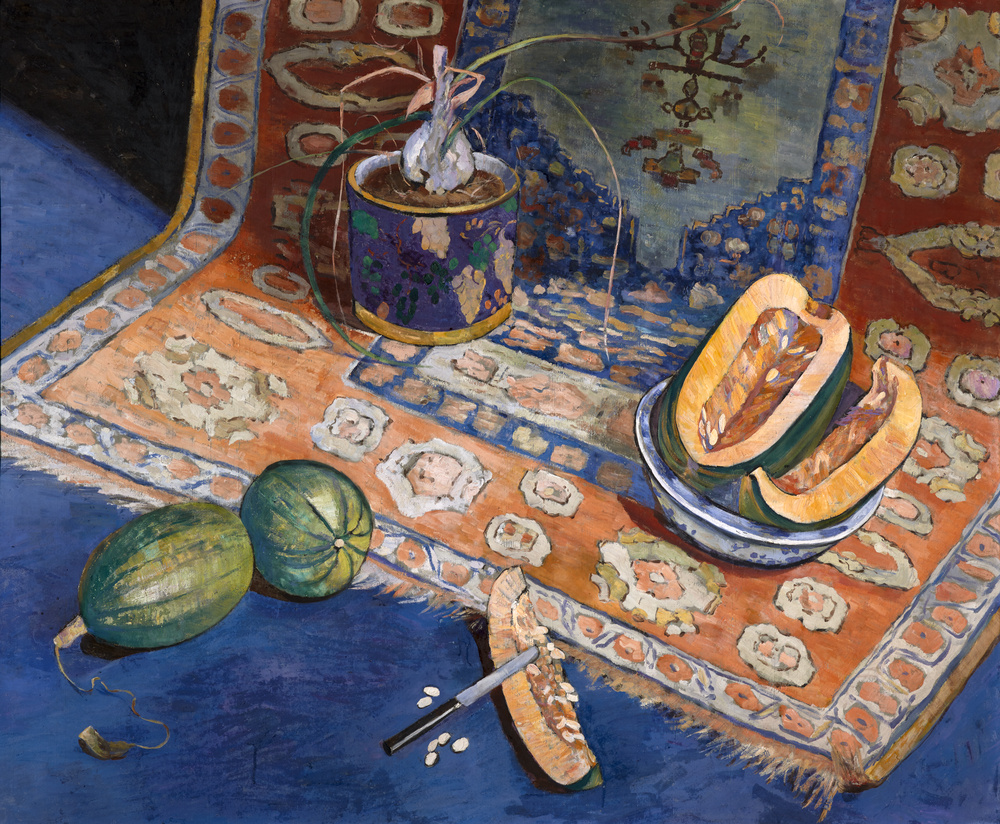
Nature morte aux pastèques, vase et tapis (1912-1914), Muzeul din Grenoble
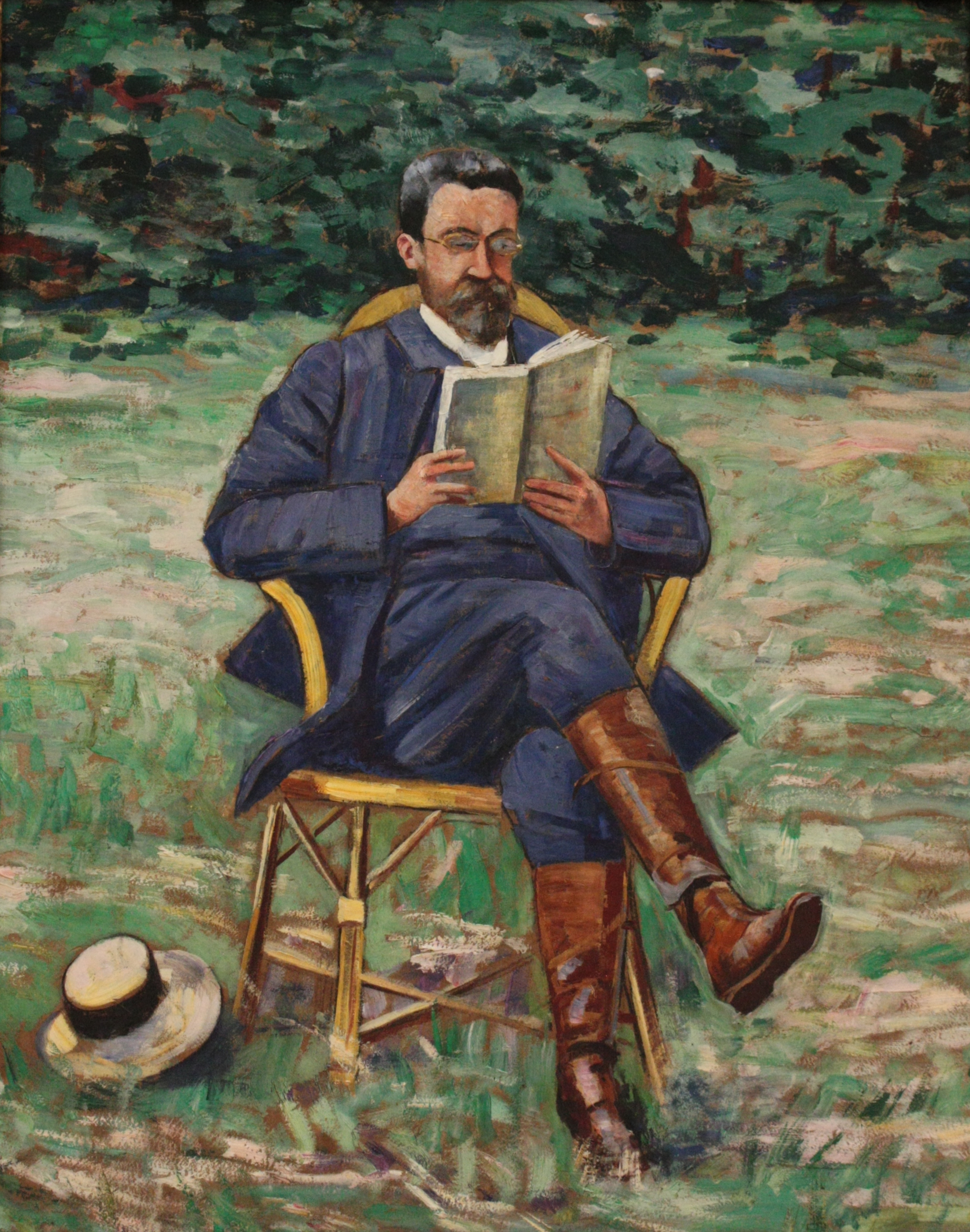
Marcel Sembat⁠(d) citind, Muzeul din Grenoble.

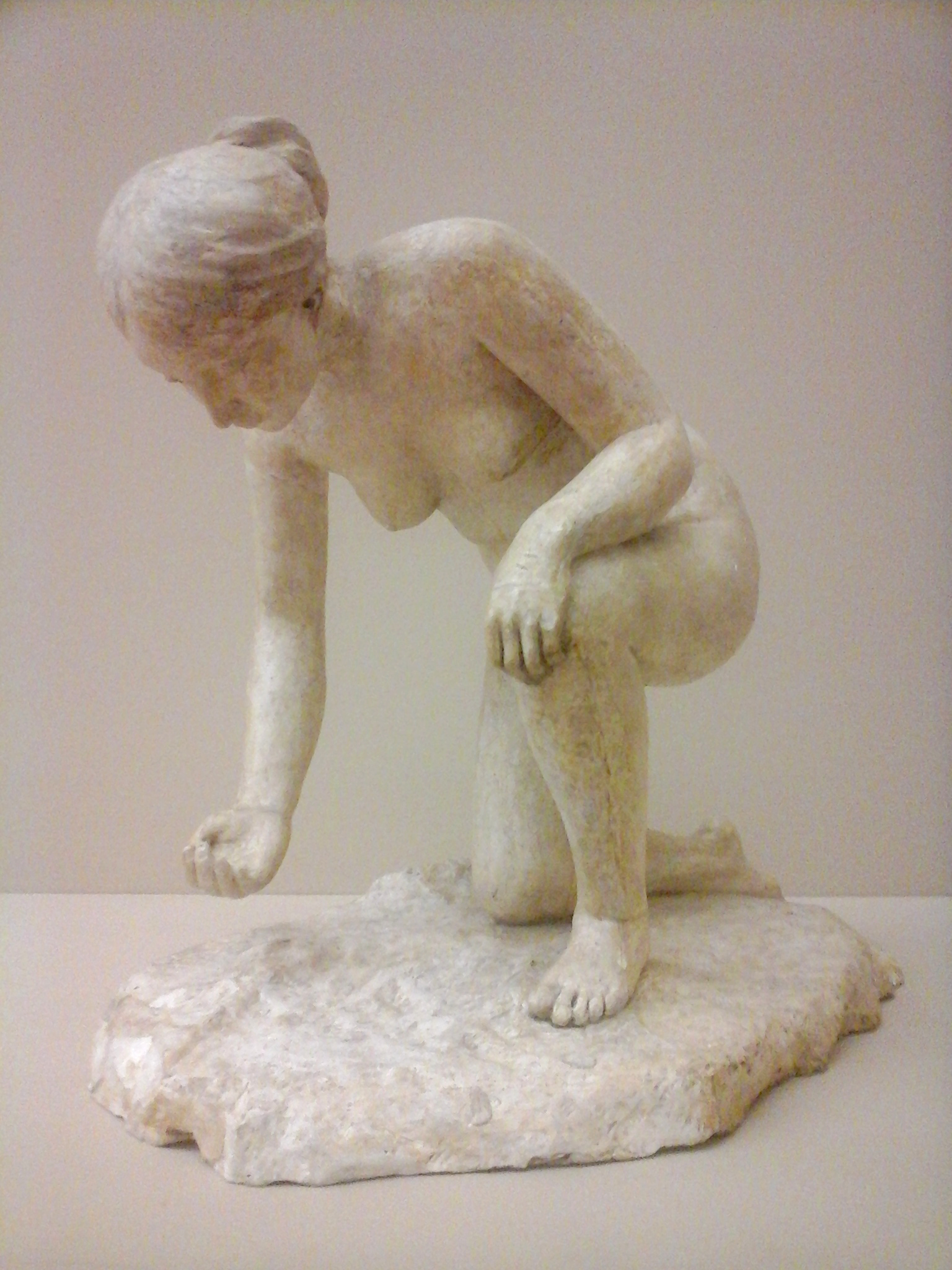
Izvorul (1902), Muzeul din Grenoble
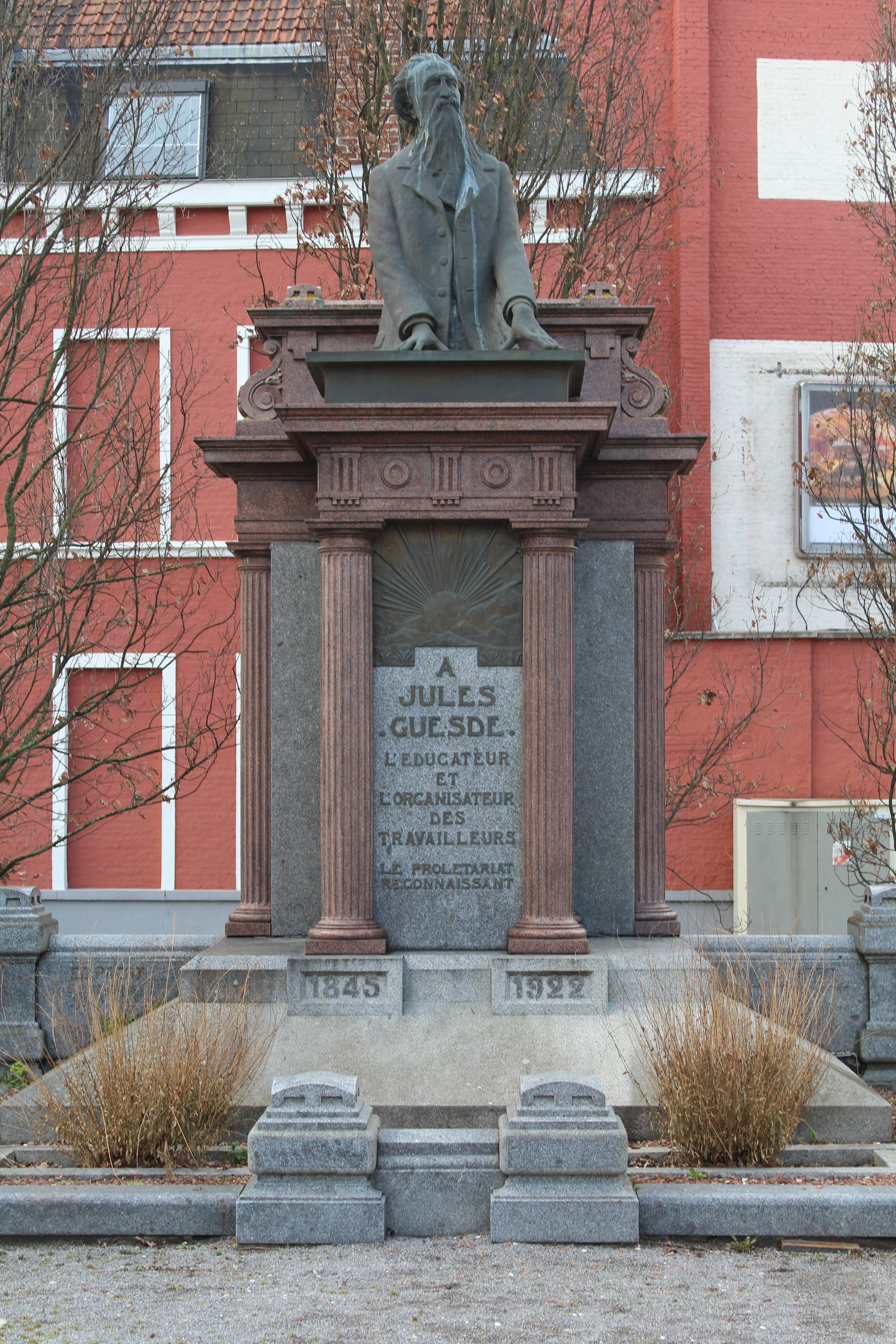
Monumentul lui Jules Guesde (1925), Roubaix